# Unione Sportiva Arezzo 1962-1963
Questa pagina raccoglie le informazioni riguardanti l'Unione Sportiva Arezzo nelle competizioni ufficiali della stagione 1962-1963.

## Rosa
| N. |                   | Ruolo | Calciatore         |
| -- | ----------------- | ----- | ------------------ |
|    | Italia (bandiera) | A     | Umberto Angeli     |
|    | Italia (bandiera) | D     | Walter Beretta     |
|    | Italia (bandiera) |       | Boncompagni        |
|    | Italia (bandiera) | C     | Fabio Bonini       |
|    | Italia (bandiera) | A     | Maurizio Cavazzoni |
|    | Italia (bandiera) | D     | Giacomo Del Gratta |
|    | Italia (bandiera) | P     | Biagio Dreossi     |
|    | Italia (bandiera) | A     | Sandro Joan        |
|    | Italia (bandiera) | C     | Romano Magherini   |
|    | Italia (bandiera) | C     | Antonio Mattioli   |

| N. |                   | Ruolo | Calciatore         |
| -- | ----------------- | ----- | ------------------ |
|    | Italia (bandiera) | A     | Innocente Meroi    |
|    | Italia (bandiera) | A     | Enrico Minto       |
|    | Italia (bandiera) | D     | Luigi Pantani      |
|    | Italia (bandiera) | P     | Alfredo Paolicchi  |
|    | Italia (bandiera) | C     | Alberto Stefanelli |
|    | Italia (bandiera) | C     | Marco Tartari      |
|    | Italia (bandiera) | C     | Raoul Tassinari    |
|    | Italia (bandiera) | D     | Alberto Tellini    |
|    | Italia (bandiera) | A     | Giampiero Turci    |
|    | Italia (bandiera) | C     | Mario Vignoli      |